# دسکانسو (سانتا کاتارینا)
دسکانسو (به پرتغالی: Descanso) یک منطقهٔ مسکونی در برزیل است که در سانتا کاتارینا واقع شده‌است. دسکانسو ۸٬۱۹۲ نفر جمعیت دارد.